# La Rondiella
La Rondiella (en asturiano: La Rondieḷḷa) es un lugar español de la parroquia de San Martín de Luiña, perteneciente al municipio de Cudillero, en la comunidad autónoma de Asturias.

## Toponimia
El nombre del lugar puede encontrarse escrito con las grafías La Rondiella, Rondiella y La Rondieḷḷa.

## Historia
Hacia mediados del siglo XIX, el lugar, ya por entonces perteneciente a la parroquia de San Martín de Luiña del municipio de Cudillero, tenía contabilizada una población de 120 habitantes. Aparece descrito en el decimotercer volumen del Diccionario geográfico-estadístico-histórico de España y sus posesiones de Ultramar de Pascual Madoz con las siguientes palabras:

RONDIELLA (la): l. de la braña en la prov. de Oviedo, ayunt. de Cudillero y felig. de San Martin de Luiña: sit. en la vertiente N. de una altura sobre el r. Esqueiro por la cordillera que viene de las Outedas, dominando la vista de las Vegas de San Cosme de Pramaro, siguiendo la canalada del r. hasta el mar: su terreno es pendiente y frio y de mala calidad. prod.: patatas, maiz, habas y algunos frutos. pobl.: 32 vec., 120 alm.
(Madoz, 1849, p. 564)

En 2023, la entidad singular de población de La Rondiella tenía empadronados 28 habitantes, todos ellos en el núcleo de población de ese nombre.